# محمد اشرف ناصری
محمد اشرف ناصری (۱۹۶۲) یک سیاست‌مدار اهل افغانستان است. وی والی (فرماندار) ولایت بادغیس افغانستان بود. وی از نوامبر ۲۰۰۷ تا مارس ۲۰۰۹ این منصب را عهده‌دار بود.
| پیشین: محمد نسیم توخی | فرماندار ولایت بادغیس، افغانستان نوامبر ۲۰۰۷ تا مارس ۲۰۰۹ | پسین: دلبرجان آرمان شینواری |